# نضال عياد
نضال عياد (مواليد 1968) هو أحد المُدانين بتنفيذ تفجير مركز التجارة العالمي 1993. يقضي حاليًا حكمًا بالسجن لمدة 86 سنة في سجن كولمان الأمريكي لدوره في التفجير.

## الحياة المبكرة والتعليم
وُلِد عياد عام 1968 في الكويت لأبوين فلسطينيين بعد فرارهما من فلسطين بسبب حرب الأيام الستة، وانتقل إلى الولايات المتحدة عام 1985، وأصبح مواطنًا أمريكيًا متجنسًا عام 1991. تخرج من جامعة روتجرز وعمل مهندسًا كيميائيًا في شركة (AlliedSignal) في نيوجيرسي.

## دوره في تفجير مركز التجارة العالمي
كان نضال عيّاد الأكثر تعليماً من بين جميع رجال الجماعة التي نفّذت العملية. وبالنظر إلى مسيرته المهنية الناجحة، فقد خاطر بحياة جيدة في أمريكا من خلال مشاركته في المخطط.
التقى العقل المدبر الرئيسي وراء التفجير، رمزي يوسف، مع عياد وباقي المتآمرين. وقد خططوا لقيادة شاحنة إلى مرآب مركز التجارة العالمي وتفجير قنبلة بهدف إسقاط البرجين التوأمين، وهو ما كان سيؤدي إلى مقتل آلاف الأشخاص. إلا أن الانفجار لم يتم كما خُطّط له، فلم يتسبب بانهيار المبنى، بل دمّر مرآب السيارات، وأدى إلى مقتل 6 أشخاص. وكان عيّاد قد ساعد في تنسيق عملية التفجير وساهم في إنجاح مخطط الجماعة.

## الاعتقال والحكم
تم اعتقال عيّاد في 10 مارس 1993، بعد أن طابق مكتب التحقيقات الفيدرالي حمضه النووي مع آثار لعاب وُجدت على ظرف الرسالة. لاحقًا، استعاد أحد متخصصي مكتب التحقيقات الفيدرالي وثيقة من حاسوب عياد في مكان عمله. في مارس 1994، أُدين عياد وأربعة مشاركين آخرين -محمد سلامة ومحمود أبو حليمة وأحمد عجاج- في تفجير مركز التجارة العالمي. وفي مايو 1994، حُكم عليهم بالسجن لمدة 240 عامًا. ومنذ ذلك الحين، تلقوا عدة تخفيضات في مدة العقوبة، مما قد يسمح لهم بالخروج من السجن في التسعينيات أو المئة من أعمارهم. ويُحتجز عيّاد حاليًا في سجن كولمان الفيدرالي بولاية فلوريدا، ويقضي حكمًا بالسجن لمدة 86 عامًا، ومن المتوقع إطلاق سراحه في عام 2067.